# Industria automobilistică
Industria automobilistică este o gamă largă de companii și organizații implicate în proiectarea, dezvoltarea, producerea și comercializarea autovehiculelor.
Este unul din cele mai importante sectoare economice după venit. Industria automobilistică nu include industriile dedicate întreținerii automobilelor după livrarea lor la utilizatorul final, cum ar fi atelierele de reparații auto și stațiile de alimentare cu carburanți.

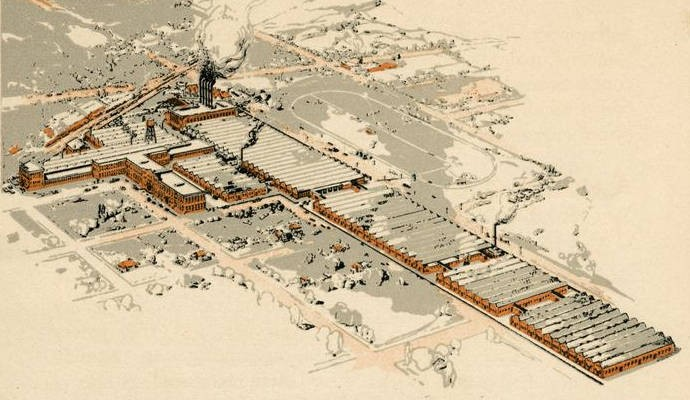
Uzina de automobile Thomas B. Jeffery din Kenosha, Wisconsin, c.1916

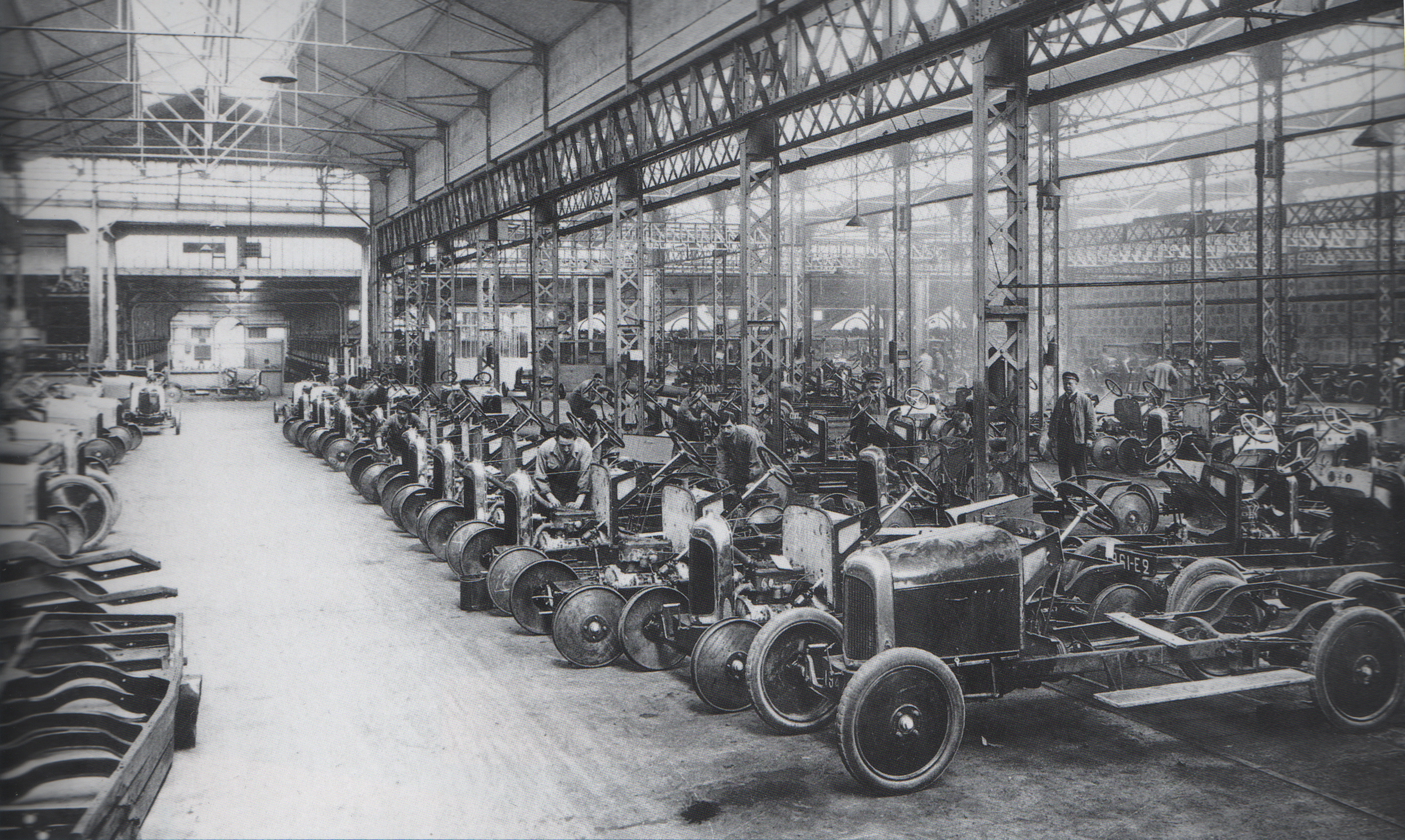
Linia de asamblare a Citroënului în 1918

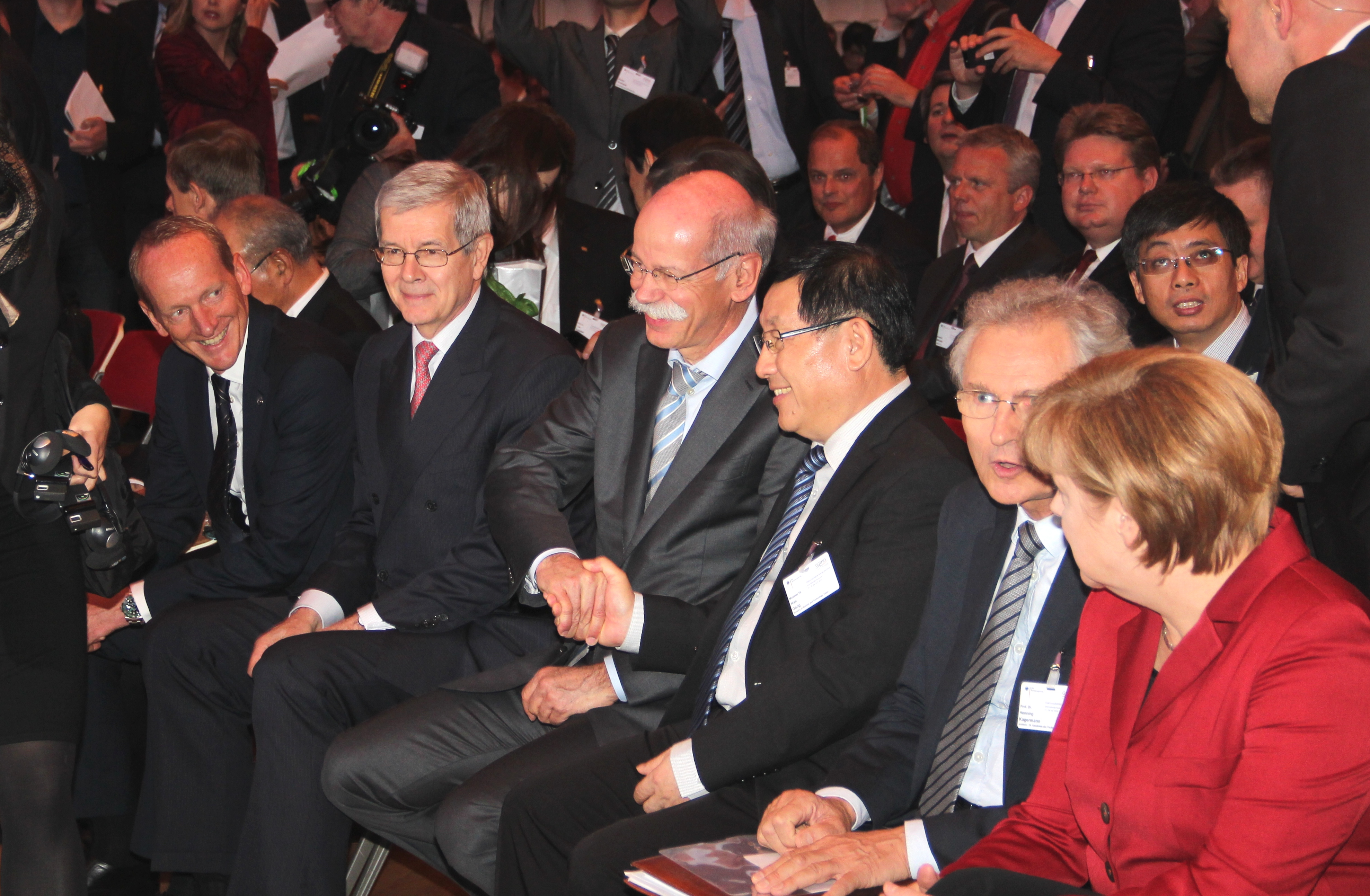
CEO ai companiilor automobilistice majore alături de cancelarul german Angela Merkel la Electromobility Summit 2013 în Berlin. F.r.t.l.: Neumann (Opel), Varin (PSA), Zetsche (Daimler), Wan Gang (China)

## Producția mondială de autovehicule
Decenii întregi Statele Unite au condus în topul producției mondiale de automobile. În 1929, înainte de Marea depresie, în lume existau 32.028.500 de automobile în uz, iar industria auto din SUA a produs circa 90% din ele. La acel moment SUA avea în medie o mașină la 4,87 persoane. După cel de-al Doilea Război Mondial, SUA deținea circa 3/4 din producția auto mondială. În 1980 SUA a fost depășită de Japonia, dar a redevenit lider în 1994. În 2006, Japonia a întrecut SUA la limită în producția de automobile și a deținut această poziție până în 2009, când China a urcat în top cu 13,8 milioane de unități. Cu un total 18,4 milioane de unități în 2011, China a produs un număr de automobile mai mult decât dublu în comparație cu SUA care a fost a doua cu 8,7 milioane de unități, în timp ce Japonia s-a clasat pe locul trei cu 8,4 milioane de unități.

### După an
Producția globală de autovehicule
(mașini și vehicule comerciale)
| Am   | Producție  | Schimbare | Sursa  |
| 1997 | 54.434.000 |           | [ 4 ]  |
| 1998 | 52.987.000 | -2.7%     | [ 4 ]  |
| 1999 | 56.258.892 | 6.2%      | [ 5 ]  |
| 2000 | 58.374.162 | 3.8%      | [ 6 ]  |
| 2001 | 56.304.925 | -3.5%     | [ 7 ]  |
| 2002 | 58.994.318 | 4.8%      | [ 8 ]  |
| 2003 | 60.663.225 | 2.8%      | [ 9 ]  |
| 2004 | 64.496.220 | 6.3%      | [ 10 ] |
| 2005 | 66.482.439 | 3.1%      | [ 11 ] |
| 2006 | 69.222.975 | 4.1%      | [ 12 ] |
| 2007 | 73.266.061 | 5.8%      | [ 13 ] |
| 2008 | 70.520.493 | -3.7%     | [ 14 ] |
| 2009 | 61.791.868 | -12.4%    | [ 15 ] |
| 2010 | 77.857.705 | 26.0%     | [ 16 ] |
| 2011 | 79.989.155 | 3.1%      | [ 17 ] |
| 2012 | 84.141.209 | 5.3%      | [ 18 ] |

### După producător
Clasamentul producătorilor după producție, 2012
| #  | Grup                                        | Total      | Mașini    | LCV       | HCV     | Heavy Bus |
| -- | ------------------------------------------- | ---------- | --------- | --------- | ------- | --------- |
| 1  | Toyota                                      | 10,104,424 | 8,381,968 | 1,448,107 | 268,377 | 5,972     |
| 2  | GM                                          | 9,285,425  | 6,608,567 | 2,658,612 | 7,558   | 10,688    |
| 3  | Volkswagen                                  | 9,254,742  | 8,576,964 | 486,544   | 169,064 | 22,170    |
| 4  | Hyundai                                     | 7,126,413  | 6,761,074 | 279,579   | 70,290  | 15,470    |
| 5  | Ford                                        | 5,595,483  | 3,123,340 | 2,394,221 | 77,922  |           |
| 6  | Nissan                                      | 4,889,379  | 3,830,954 | 1,022,974 | 35,451  |           |
| 7  | Honda                                       | 4,110,857  | 4,078,376 | 32,481    |         |           |
| 8  | PSA                                         | 2,911,764  | 2,554,059 | 357,705   |         |           |
| 9  | Suzuki                                      | 2,893,602  | 2,483,721 | 409,881   |         |           |
| 10 | Renault                                     | 2,676,226  | 2,302,769 | 373,457   |         |           |
| 11 | Chrysler                                    | 2,371,427  | 656,892   | 1,702,235 | 12,300  |           |
| 12 | Daimler AG                                  | 2,195,152  | 1,455,650 | 257,496   | 450,622 | 31,384    |
| 13 | FIAT                                        | 2,127,295  | 1,501,979 | 498,984   | 85,513  | 40,819    |
| 14 | BMW                                         | 2,065,477  | 2,065,216 | 261       |         |           |
| 15 | SAIC                                        | 1,783,548  | 1,523,398 | 190,848   | 67,805  | 1,497     |
| 16 | Tata                                        | 1,241,239  | 744,067   | 314,399   | 165,171 | 17,602    |
| 17 | Mazda                                       | 1,189,283  | 1,097,661 | 91,622    |         |           |
| 18 | Dongfeng Motor                              | 1,137,950  | 539,845   | 245,641   | 337,545 | 14,919    |
| 19 | Mitsubishi                                  | 1,109,731  | 980,001   | 127,435   | 2,295   |           |
| 20 | Changan                                     | 1,063,721  | 835,334   | 166,727   | 59,978  | 1,682     |
| 21 | Geely                                       | 922,906    | 922,906   |           |         |           |
| 22 | Fuji                                        | 753,320    | 734,959   | 18,361    |         |           |
| 23 | BAIC                                        | 720,828    | 83,033    | 285,081   | 348,659 | 4,055     |
| 24 | FAW                                         | 706,012    | 480,443   | 52,983    | 168,793 | 3,793     |
| 25 | Great Wall                                  | 624,426    | 487,704   | 136,722   |         |           |
| 26 | Mahindra                                    | 606,418    | 429,101   | 173,083   | 3,461   | 773       |
| 27 | Isuzu                                       | 600,470    |           | 32,309    | 565,617 | 2,544     |
| 28 | Chery                                       | 563,951    | 550,565   | 13,386    |         |           |
| 29 | Avtovaz                                     | 553,232    | 553,232   |           |         |           |
| 30 | Brilliance                                  | 489,770    | 231,527   | 231,862   | 26,381  |           |
| 31 | JAC                                         | 476,356    | 200,278   | 114,864   | 145,811 | 15,403    |
| 32 | BYD                                         | 455,444    | 455,444   |           |         |           |
| 33 | Chonhqing Lifan                             | 272,657    | 183,750   | 24,035    | 64,872  |           |
| 34 | Volvo                                       | 234,680    |           |           | 224,000 | 10,680    |
| 35 | Proton                                      | 162,455    | 134,934   | 27,521    |         |           |
| 36 | China National Heavy Duty Truck             | 127,792    |           | 1,224     | 125,792 | 776       |
| 37 | Paccar                                      | 125,336    |           |           | 125,336 |           |
| 38 | GAZ                                         | 125,319    |           | 88,899    | 21,561  | 14,859    |
| 39 | Ashok Leyland                               | 117,738    |           | 30,776    | 61,519  | 25,443    |
| 40 | Hunan Jiangnan Automobile Manufacturing Co. | 117,051    | 117,051   |           |         |           |
| 41 | GAC Group                                   | 114,157    | 87,408    | 25,611    |         | 1,138     |
| 42 | Shannxi                                     | 86,283     | 8,044     | 166       | 77,808  | 265       |
| 43 | Porsche                                     | 86,083     | 86,083    |           |         |           |
| 44 | Soueast (Fujian)                            | 85,515     | 81,512    | 4,003     |         |           |
| 45 | Navistar                                    | 83,371     |           |           | 72,005  | 11,366    |
| 46 | Xiamen King Long                            | 78,226     |           | 36,451    |         | 41,775    |
| 47 | UAZ                                         | 70,434     | 32,469    | 37,965    |         |           |
| 48 | Tangjun Ou Ling                             | 69,167     |           | 16,459    | 52,708  |           |
| 49 | Hebei Zhongxing                             | 63,221     | 4,955     | 58,266    |         |           |
| 50 | Sichuan Nanjun                              | 60,743     |           | 18,296    | 41,602  | 845       |

OICA defines these entries as follows:
- Passenger cars are motor vehicles with at least four wheels, used for the transport of passengers, and comprising no more than eight seats in addition to the driver's seat.
- Light commercial vehicles (LCV) are motor vehicles with at least four wheels, used for the carriage of goods. Mass given in tons (metric tons) is used as a limit between light commercial vehicles and heavy trucks. This limit depends on national and professional definitions and varies between 3.5 and 7 tons. Minibuses, derived from light commercial vehicles, are used for the transport of passengers, comprising more than eight seats in addition to the driver's seat and having a maximum mass between 3.5 and 7 tons.
- Heavy trucks (HCV) are vehicles intended for the carriage of goods. Maximum authorised mass is over the limit (ranging from 3.5 to 7 tons) of light commercial vehicles. They include tractor vehicles designed for towing semi-trailers.
- Buses and coaches are used for the transport of passengers, comprising more than eight seats in addition to the driver's seat, and having a maximum mass over the limit (ranging from 3.5 to 7 tones) of light commercial vehicles.

## Topul grupurilor de producători auto după volum
Tabelul de mai jos prezintă cele mai mari grupuri de producători de autovehicule din lume, împreună cu mărcile produse de fiecare. Tabelul prezintă situația de la finele anului 2011 conform International Organization of Motor Vehicle Manufacturers (OICA)
| Marcă                                                             | Țara de origine                                       | Ownership     | Piețe de desfacere |
| ----------------------------------------------------------------- | ----------------------------------------------------- | ------------- | --- |
| 1. Toyota Motor Corporation ( Japan)                              |                                                       |               | |
| Daihatsu                                                          | Japonia                                               | Subsidiary    | Europe, Asia, Africa, and South America |
| Hino                                                              | Japonia                                               | Subsidiary    | South East Asia, Japan, North America and South America |
| Lexus                                                             | Japonia                                               | Division      | South East Asia, Japan, Middle East, United States, Canada, Europe, Brazil, Panama, Chile, Australia, New Zealand, South Africa, India                         |
| Ranz                                                              | Republica Populară Chineză                            | Joint-venture | China |
| Scion                                                             | Statele Unite ale Americii                            | Division      | United States, Canada |
| Toyota                                                            | Japonia                                               | Division      | Global, except Iran |
| 2. General Motors Company ( United States)                        |                                                       |               | |
| Baojun                                                            | Republica Populară Chineză                            | Joint venture | China |
| Buick                                                             | Statele Unite ale Americii                            | Division      | United States, Canada, Mexico, China, Israel |
| Cadillac                                                          | Statele Unite ale Americii                            | Division      | North America, Europe, Middle East, China, Japan, South Korea                                                                                                  |
| Chevrolet                                                         | Statele Unite ale Americii                            | Division      | Global, except Australia, New Zealand |
| GMC                                                               | Statele Unite ale Americii                            | Division      | North America, Middle East(except Israel) |
| Holden                                                            | Australia                                             | Subsidiary    | Australia, New Zealand |
| HSV                                                               | Australia                                             | Subsidiary    | Australia, New Zealand |
| Jie Fang                                                          | Republica Populară Chineză                            | Joint venture | China |
| UzDaewoo                                                          | Uzbekistan                                            | Joint venture | Central Asia, Russia |
| Wuling                                                            | Republica Populară Chineză                            | Joint venture | China |
| 3. Volkswagen Group AG ( Germany)                                 |                                                       |               | |
| Audi                                                              | Germania                                              | Subsidiary    | Global, except Iran |
| Bentley                                                           | Regatul Unit al Marii Britanii și al Irlandei de Nord | Subsidiary    | Global |
| Bugatti                                                           | Franța                                                | Subsidiary    | Global |
| Lamborghini                                                       | Italia                                                | Subsidiary    | Global |
| Ducati                                                            | Italia                                                | Subsidiary    | Global |
| MAN                                                               | Germania                                              | Subsidiary    | Europe, Asia, Africa, South America, India |
| Porsche                                                           | Germania                                              | Subsidiary    | Global, except Iran |
| Scania                                                            | Suedia                                                | Subsidiary    | Global |
| SEAT                                                              | Spania                                                | Subsidiary    | Europe, South America, Africa, Middle East, China, Mexico |
| Škoda                                                             | Cehia                                                 | Subsidiary    | Europe, Asia, Central America (including Dominican Republic), South America, Northern and western Africa, Australia, New Zealand                               |
| Volkswagen                                                        | Germania                                              | Subsidiary    | Global |
| Volkswagen Commercial Vehicles                                    | Germania                                              | Subsidiary    | Europe, Central America, South America, Australia, China |
| 4. Hyundai Motor Group ( South Korea)                             |                                                       |               | |
| Hyundai                                                           | Coreea de Sud                                         | Division      | Global, except Mexico |
| Kia                                                               | Coreea de Sud                                         | Subsidiary    | Global |
| 5. Ford Motor Company ( United States)                            |                                                       |               | |
| Ford                                                              | Statele Unite ale Americii                            | Division      | Global |
| FPV                                                               | Australia                                             | Subsidiary    | Australia, New Zealand |
| Lincoln                                                           | Statele Unite ale Americii                            | Division      | United States, Canada, Mexico, Middle East, Japan, South Korea, China                                                                                          |
| Troller                                                           | Brazilia                                              | Subsidiary    | South America, Africa |
| 6. Nissan ( Japan)                                                |                                                       |               | |
| Datsun                                                            | Japonia                                               | Division      | Indonesia, India, Russia, South Africa |
| Infiniti                                                          | Hong Kong                                             | Subsidiary    | Global, except Japan, Korea, South America and Africa |
| Nissan                                                            | Japonia                                               | Division      | Global |
| Venucia                                                           | Republica Populară Chineză                            | Joint venture | China |
| 7. Fiat Chrysler Automobiles                                      |                                                       |               | |
| Abarth                                                            | Italia                                                | Subsidiary    | Global, except Iran |
| Alfa Romeo                                                        | Italia                                                | Subsidiary    | Global, except Iran, China, Taiwan and the Philippines |
| Chrysler                                                          | Statele Unite ale Americii                            | Subsidiary    | Global, except Europe (excluding UK and Ireland), Africa (excluding South Africa and Egypt), South Asia, South East Asia (excluding the Philippines)           |
| Dodge                                                             | Statele Unite ale Americii                            | Subsidiary    | Global, except Europe, Africa(excluding South Africa and Egypt), South Asia, South East Asia (excluding the Philippines)                                       |
| Ferrari                                                           | Italia                                                | Subsidiary    | Global, except Africa(excluding South Africa), Iran, South East Asia                                                                                           |
| Fiat                                                              | Italia                                                | Subsidiary    | Global, except Africa(excluding South Africa), Iran, South East Asia                                                                                           |
| Fiat Professional                                                 | Italia                                                | Subsidiary    | Global, except Africa(excluding South Africa), Iran, South East Asia, United States, Canada                                                                    |
| Jeep                                                              | Statele Unite ale Americii                            | Subsidiary    | Global, except Africa(excluding South Africa and Egypt), South Asia, South East Asia (excluding the Philippines)                                               |
| Lancia                                                            | Italia                                                | Subsidiary    | Europe (except UK and Ireland, Cyprus, Denmark, Norway, Iceland & East Europe)                                                                                 |
| Maserati                                                          | Italia                                                | Subsidiary    | Global |
| Ram                                                               | Statele Unite ale Americii                            | Subsidiary    | United States, Canada, Mexico, Brazil, Middle East, Peru |
| SRT                                                               | Statele Unite ale Americii                            | Subsidiary    | Global, except Africa(excluding South Africa and Egypt), South Asia, South East Asia                                                                           |
| Zastava Trucks                                                    | Serbia                                                | Subsidiary    | Europe |
| Tofaș                                                             | Turcia                                                | Joint Venture | Europe |
| 8. PSA Peugeot Citroën S.A. ( France)                             |                                                       |               | |
| Citroën                                                           | Franța                                                | Subsidiary    | Europe, Central and South America, Northern and Western Africa, South Africa, Madagascar, Australia, New Zealand, Asia (except India, Pakistan and Bangladesh) |
| Peugeot                                                           | Franța                                                | Subsidiary    | Global, except USA, Canada, India, Pakistan and Bangladesh |
| Opel                                                              | Germania                                              | Subsidiary    | Europe (except UK), North Africa, South Africa, Middle East, China, Singapore, Chile                                                                           |
| Vauxhall                                                          | Regatul Unit al Marii Britanii și al Irlandei de Nord | Subsidiary    | United Kingdom |
| 9. Honda Motor Company ( Japan)                                   |                                                       |               | |
| Acura                                                             | Statele Unite ale Americii                            | Division      | United States, Canada, Mexico, China |
| Everus                                                            | Republica Populară Chineză                            | Joint venture | China |
| Honda                                                             | Japonia                                               | Division      | Global |
| 10. Renault ( France)                                             |                                                       |               | |
| Dacia                                                             | România                                               | Subsidiary    | Europe, Middle East, Northern Africa |
| Renault                                                           | Franța                                                | Division      | Global, except United States, Canada, Korea, Africa (excluding Northern Africa, Ghana, Nigeria, Kenya and South Africa)                                        |
| Renault Samsung                                                   | Coreea de Sud                                         | Subsidiary    | South Korea, Chile |
| 11. Suzuki Motor Corporation ( Japan)                             |                                                       |               | |
| Suzuki                                                            | Japonia                                               | Division      | Global, except USA, Canada and Korea |
| Maruti Suzuki                                                     | India                                                 | Subsidiary    | India, Middle East, South America |
| 12. BMW AG ( Germany)                                             |                                                       |               | |
| BMW                                                               | Germania                                              | Division      | Global |
| MINI                                                              | Regatul Unit al Marii Britanii și al Irlandei de Nord | Division      | Global |
| Rolls-Royce                                                       | Regatul Unit al Marii Britanii și al Irlandei de Nord | Subsidiary    | Global |
| 13. Daimler AG ( Germany)                                         |                                                       |               | |
| BharatBenz                                                        | India                                                 | Division      | India |
| Denza                                                             | Republica Populară Chineză                            | Joint venture | China |
| Freightliner                                                      | Statele Unite ale Americii                            | Division      | North America, South Africa, Australia, New Zealand |
| Master                                                            | Pakistan                                              | Subsidiary    | Pakistan |
| Mercedes-Benz                                                     | Germania                                              | Division      | Global |
| Mitsubishi Fuso                                                   | Japonia                                               | Subsidiary    | Global |
| Setra                                                             | Germania                                              | Division      | Europe, Asia, USA |
| Smart                                                             | Germania                                              | Division      | Global |
| Thomas Built                                                      | Statele Unite ale Americii                            | Subsidiary    | North America |
| Western Star                                                      | Statele Unite ale Americii                            | Subsidiary    | North America, Australia, New Zealand |
| 14. Mazda Motor Corporation ( Japan)                              |                                                       |               | |
| Mazda                                                             | Japonia                                               | Division      | Global, except Korea |
| 15. Mitsubishi Motors Corporation ( Japan)                        |                                                       |               | |
| Mitsubishi                                                        | Japonia                                               | Division      | Global, except Korea |
| Ralliart                                                          | Japonia                                               | Subsidiary    | Global, Except Korea |
| 16. Dongfeng Motor Corporation ( China)                           |                                                       |               | |
| Fengshen                                                          | Republica Populară Chineză                            | Division      | China |
| Venucia                                                           | Republica Populară Chineză                            | Joint venture | China |
| 17. Tata Motors, Ltd ( India)                                     |                                                       |               | |
| Hispano                                                           | Spania                                                | Subsidiary    | Europe |
| Jaguar                                                            | Regatul Unit al Marii Britanii și al Irlandei de Nord | Subsidiary    | Global |
| Land Rover                                                        | Regatul Unit al Marii Britanii și al Irlandei de Nord | Subsidiary    | Global |
| Tata                                                              | India                                                 | Division      | India, Ghana, Italy, Nepal, South Africa, Spain, Sri Lanka, Turkey, Nigeria, Australia                                                                         |
| Tata Daewoo                                                       | Coreea de Sud                                         | Subsidiary    | South Korea, Pakistan |
| 18. Geely Automobile ( China)                                     |                                                       |               | |
| Englon                                                            | Republica Populară Chineză                            | Division      | China |
| Emgrand                                                           | Republica Populară Chineză                            | Division      | China, United Kingdom, Turkey |
| Gleagle                                                           | Republica Populară Chineză                            | Division      | China |
| Geely                                                             | Republica Populară Chineză                            | Division      | China, Taiwan, Russia, North Africa, Middle East, South America, South Africa, Australia, Turkey                                                               |
| Maple                                                             | Republica Populară Chineză                            | Division      | China |
| Volvo (Cars)                                                      | Suedia                                                | Subsidiary    | Global |
| 19. Beijing Automotive Industry Holding Corporation, Ltd ( China) |                                                       |               | |
| BAW                                                               | Republica Populară Chineză                            | Division      | China |
| Foton                                                             | Republica Populară Chineză                            | Subsidiary    | China, Taiwan, Japan, Australia, South America, India |
| 20. Chana Automobile Company, Ltd ( China)                        |                                                       |               | |
| Chana                                                             | Republica Populară Chineză                            | Division      | China, Taiwan, South Africa, Europe |
| Hafei                                                             | Republica Populară Chineză                            | Subsidiary    | China |
| Changhe                                                           | Republica Populară Chineză                            | Division      | China, Venezuela |
| Tiger Truck                                                       | Statele Unite ale Americii                            | Subsidiary    | United States, Canada |
| 21. SAIPA ( Iran)                                                 |                                                       |               | |
| Pars Khodro                                                       | Iran                                                  | Subsidiary    | Iran |
| SAIPA                                                             | Iran                                                  | Division      | Iran, Syria |
| SAIPA Diesel                                                      | Iran                                                  | Subsidiary    | Iran |
| Zamyad                                                            | Iran                                                  | Subsidiary    | Iran |
| 22. Chery Automobile Company, Ltd ( China)                        |                                                       |               | |
| Chery                                                             | Republica Populară Chineză                            | Division      | China, South East Asia, Russia, South Africa, South America, Australia                                                                                         |
| Qoros                                                             | Republica Populară Chineză                            | Joint-Venture | China, Europe, Israel |
| Riich                                                             | Republica Populară Chineză                            | Division      | China |
| Rely                                                              | Republica Populară Chineză                            | Division      | China |
| 23. OAO AvtoVAZ ( Russia)                                         |                                                       |               | |
| Lada                                                              | Rusia                                                 | Division      | Europe (except United Kingdom, Portugal and Malta), Central Asia                                                                                               |
| VIS                                                               | Rusia                                                 | Division      | Russia |
| 24. First Automotive Group Corporation ( China)                   |                                                       |               | |
| Besturn                                                           | Republica Populară Chineză                            | Division      | China |
| Freewind                                                          | Republica Populară Chineză                            | Subsidiary    | China |
| Haima                                                             | Republica Populară Chineză                            | Subsidiary    | China |
| Hongqi                                                            | Republica Populară Chineză                            | Division      | China |
| Jiaxing                                                           | Republica Populară Chineză                            | Subsidiary    | China |
| Jie Fang                                                          | Republica Populară Chineză                            | Joint venture | China |
| Vita                                                              | Republica Populară Chineză                            | Subsidiary    | China |
| Xiali                                                             | Republica Populară Chineză                            | Subsidiary    | China |
| 25. Fuji Heavy Industries, Ltd ( Japan)                           |                                                       |               | |
| Subaru                                                            | Japonia                                               | Division      | Global, except Mexico and Korea |
| 26. Great Wall Motor Company, Ltd ( China)                        |                                                       |               | |
| Great Wall                                                        | Republica Populară Chineză                            | Division      | China, Taiwan, South Africa, Russia, North Africa, Australia, Europe, Middle East                                                                              |
| 27. Isuzu Motors, Ltd ( Japan)                                    |                                                       |               | |
| Isuzu                                                             | Japonia                                               | Division      | Global, except Brazil and Korea |
| 28. Anhui Jianghuai Automobile Company, Ltd ( China)              |                                                       |               | |
| JAC                                                               | Republica Populară Chineză                            | Division      | China, Africa, Brazil |
| 29. Brilliance China Automotive Holding, Ltd ( China)             |                                                       |               | |
| Brilliance                                                        | Republica Populară Chineză                            | Division      | China, North Africa |
| Jinbei                                                            | Republica Populară Chineză                            | Subsidiary    | China |
| 30. SAIC Motor ( China)                                           |                                                       |               | |
| Baojun                                                            | Republica Populară Chineză                            | Joint venture | China |
| Maxus                                                             | Republica Populară Chineză                            | Division      | China, Australia, South Africa, United Kingdom, Chile, Malaysia                                                                                                |
| MG Motor                                                          | Regatul Unit al Marii Britanii și al Irlandei de Nord | Subsidiary    | China, United Kingdom, South America, Australia |
| Roewe                                                             | Republica Populară Chineză                            | Division      | China, Belarus |
| Soyat                                                             | Republica Populară Chineză                            | Division      | China |
| Yuejin                                                            | Republica Populară Chineză                            | Division      | China |
| Wuling                                                            | Republica Populară Chineză                            | Joint venture | China |
| 31. BYD Auto ( China)                                             |                                                       |               | |
| BYD                                                               | Republica Populară Chineză                            | Division      | China, Taiwan, Russia, United States, Canada |
| Denza                                                             | Republica Populară Chineză                            | Joint venture | China |
| 32. Mahindra & Mahindra, Ltd ( India)                             |                                                       |               | |
| Mahindra                                                          | India                                                 | Division      | India, South East Asia, Europe, North Africa, North America, Australia                                                                                         |
| REVA                                                              | India                                                 | Division      | India |
| SsangYong                                                         | Coreea de Sud                                         | Subsidiary    | Global, except North America and Japan |
| 33. AB Volvo ( Sweden)                                            |                                                       |               | |
| Mack                                                              | Statele Unite ale Americii                            | Subsidiary    | United States, Canada, Mexico, Venezuela, Peru, Australia |
| NovaBus                                                           | Canada                                                | Subsidiary    | North America |
| Prevost                                                           | Canada                                                | Subsidiary    | North America |
| Renault Trucks                                                    | Franța                                                | Subsidiary    | Global, except Japan, United States and Canada |
| UD Trucks                                                         | Japonia                                               | Subsidiary    | Global |
| Volvo Trucks                                                      | Suedia                                                | Subsidiary    | Global |
| 35. Iran Khodro Company ( Iran)                                   |                                                       |               | |
| Iran Khodoro                                                      | Iran                                                  | Division      | Middle East,Northern Africa, Russia, Belarus, Central Asia, China, Venezuela                                                                                   |
| IKCO Diesel                                                       | Iran                                                  | Division      | Middle East, Northern and Western Africa |
| 36. Chongqing Lifan Automobile Company, Ltd ( China)              |                                                       |               | |
| Lifan                                                             | Republica Populară Chineză                            | Division      | China, Taiwan, Russia, Middle East, South America |
| 37. Proton Holdings, Bhd ( Malaysia)                              |                                                       |               | |
| Lotus                                                             | Regatul Unit al Marii Britanii și al Irlandei de Nord | Subsidiary    | Global |
| Proton                                                            | Malaysia                                              | Division      | Southeast Asia, China, Australia, United Kingdom, Middle East                                                                                                  |
| 38. Jiangling Motors ( China)                                     |                                                       |               | |
| Jiangling                                                         | Republica Populară Chineză                            | Division      | China, Europe |
| 39. Fujian Motors Group ( China)                                  |                                                       |               | |
| Soueast                                                           | Republica Populară Chineză                            | Joint-Venture | China |
| King Long                                                         | Republica Populară Chineză                            | Joint-Venture | China, South East Asia, India, North America, Europe, Middle East, Australia, New Zealand                                                                      |
| Xiamen Golden Dragon                                              | Republica Populară Chineză                            | Joint-Venture | China, South East Asia, Middle East, Africa, South America |
| Higer Bus                                                         | Republica Populară Chineză                            | Joint-Venture | China,South Asia, Middle East, Africa, Russia, Eastern Europe, United States, Canada, Central America, South America                                           |
| 40. Kuozui Motors, Ltd ( Taiwan)                                  |                                                       |               | |
| Kuozui                                                            | Taiwan                                                | Subsidiary    | Taiwan |
| 42. China National Heavy Duty Truck Group ( China)                |                                                       |               | |
| Sinotruck                                                         | Hong Kong                                             | Division      | China |
| 43. Hunan Jiangnan Automobile ( China)                            |                                                       |               | |
| Jiangnan                                                          | Republica Populară Chineză                            | Division      | China |
| 44. Paccar Inc. ( United States)                                  |                                                       |               | |
| DAF Trucks                                                        | Țările de Jos                                         | Subsidiary    | Global, except North America and Japan |
| Kenworth                                                          | Statele Unite ale Americii                            | Division      | North America, Australia |
| Leyland Trucks                                                    | Regatul Unit al Marii Britanii și al Irlandei de Nord | Subsidiary    | Global, except North America and Japan |
| Peterbilt                                                         | Statele Unite ale Americii                            | Division      | North America |
| 45. GAZ ( Russia)                                                 |                                                       |               | |
| GAZ                                                               | Rusia                                                 | Division      | Russia, Europe, Central Asia |
| LiAZ                                                              | Rusia                                                 | Subsidiary    | Russia |
| Ural Trucks                                                       | Rusia                                                 | Division      | Russia |
| 46. Shaanxi Automobile Group ( China)                             |                                                       |               | |
| Shaanxi                                                           | Republica Populară Chineză                            | Division      | China |
| 47. Qingling Motors Company Ltd. ( China)                         |                                                       |               | |
| Qingling                                                          | Republica Populară Chineză                            | Division      | China |
| 48. Ashok Leyland ( India)                                        |                                                       |               | |
| Ashok Leyland                                                     | India                                                 | Division      | South Asia, Middle East, East Africa |
| 49. Navistar International Corporation ( United States)           |                                                       |               | |
| eStar                                                             | Statele Unite ale Americii                            | Division      | United States, Canada |
| IC                                                                | Statele Unite ale Americii                            | Subsidiary    | United States, Canada |
| International                                                     | Statele Unite ale Americii                            | Division      | North America, South America, Russia, Middle East, Egypt, South Africa                                                                                         |
| ??. CNH Industrial N.V. ( the Netherlands)                        |                                                       |               | |
| Defence Vehicles                                                  | Italia                                                | Subsidiary    | Europe |
| Heuliez Bus                                                       | Franța                                                | Subsidiary    | Europe |
| Iveco                                                             | Italia                                                | Subsidiary    | Global |
| Iveco Astra                                                       | Italia                                                | Subsidiary    | Europe |
| Iveco Bus                                                         | Franța                                                | Subsidiary    | Global, except North America |
| Magirus                                                           | Germania                                              | Subsidiary    | Global, except North America |
| ??. Oshkosh Corporation ( United States)                          |                                                       |               | |
| Oshkosh                                                           | Statele Unite ale Americii                            | Division      | USA, Canada, China |
| ??. Yulon Motor ( Taiwan)                                         |                                                       |               | |
| Luxgen                                                            | Taiwan                                                | Division      | Taiwan, China, Oman |
| Tobe                                                              | Taiwan                                                | Division      | Taiwan |
| ??. Shandong Kaima ( China)                                       |                                                       |               | |
| Kaima                                                             | Republica Populară Chineză                            | Division      | China |
| Jubao                                                             | Republica Populară Chineză                            | Division      | China |
| Aofeng                                                            | Republica Populară Chineză                            | Division      | China |
| ??. Guangzhou Automobile Industry Group Co Ltd ( China)           |                                                       |               | |
| Changfeng                                                         | Republica Populară Chineză                            | Subsidiary    | China, Russia, Middle East, Africa |
| Everus                                                            | Republica Populară Chineză                            | Joint venture | China |
| Gonow                                                             | Republica Populară Chineză                            | Subsidiary    | China |
| Trumpchi                                                          | Republica Populară Chineză                            | Division      | China |
| ??. Micro (cars) ( Sri Lanka)                                     |                                                       |               | |
| Micro (cars)                                                      | Sri Lanka                                             | Division      | Sri Lanka |
| ??. Rongcheng Hawtai Automobile ( China)                          |                                                       |               | |
| Hawtai                                                            | Republica Populară Chineză                            | Division      | China |
| ??. Caterpillar Inc. ( United States)                             |                                                       |               | |
| CAT                                                               | Statele Unite ale Americii                            | Division      | United States, Canada, Mexico, Australia, New Zealand |